# Аліменешть
Аліменешть, Аліменешті (рум. Alimănești) — село у повіті Олт в Румунії. Входить до складу комуни Ізвоареле.
Село розташоване на відстані 125 км на захід від Бухареста, 23 км на південний схід від Слатіни, 58 км на схід від Крайови.

## Населення
За даними перепису населення 2002 року у селі проживала 2381 особа, усі — румуни. Рідною мовою 2380 осіб (> 99,9%) назвали румунську.